# Regione Bernina
La regione Bernina è una regione del Canton Grigioni, in Svizzera, istituita il 1º gennaio 2016 quando nel cantone le funzioni dei distretti e quelle dei circoli, entrambi soppressi, sono stati assunti dalle nuove regioni; il territorio della nuova regione Bernina coincide con quello del vecchio distretto di Bernina.
La regione confina con la regione Maloja a nord-ovest e con l'Italia (provincia di Sondrio in Lombardia) a nord, est, sud e ovest. Il capoluogo è Poschiavo.

## Geografia fisica
La massima elevazione della regione è il Piz Palü (3 901 m). Altre cime principali comprendono il Piz Cambrena (3 604 m), il Piz Varuna (o Pizzo Verona) (3 453 m), il Pizzo Paradisino (3 302 m) e la Scima da Saoseo (3 264 m).
Il fiume principale della regione è il Poschiavino, tributario dell'Adda che forma la Val Poschiavo. Geograficamente fa parte della Valtellina (anch'essa anticamente facente parte del Canton Grigioni) in quanto a essa si collega appartenendo al bacino idrografico dell'Adda.

## Infrastrutture e trasporti

### Strade statali
La strada statale N29 (Tirano-Samedan) attraversa il territorio della regione dal confine italiano di Campocologno al Passo del Bernina passando per Brusio e Poschiavo. Dalla località Le Mason parte la strada per la Forcola di Livigno e Livigno.

### Ferrovie
La Ferrovia del Bernina attraversa la regione, con stazioni a Ospizio Bernina, Alp Grüm, Cavaglia, Cadera, Poschiavo, Li Curt, Le Prese, Miralago, Brusio, Campascio e Campocologno. La stazione di Privilasco è stata soppressa nel 2017.

### Valichi di frontiera
Esistono due valichi di frontiera tra la regione Bernina e l'Italia:
- Campocologno/Piattamala
- Forcola di Livigno (tra Poschiavo e Livigno)

## Società
La lingua ufficiale della valle è l'italiano, ma vengono parlati anche il dialetto Poschiavino e Brusino (facenti parte del gruppo lombardo alpino della lingua lombarda), che subiscono un'influenza da parte del romancio.
La regione Bernina è divisa in 2 comuni:
| Stemma    | Nome del comune | Abitanti 31-12-2016 | Superficie in km² |
| --------- | --------------- | ------------------- | ----------------- |
| Brusio    | Brusio          | 1122                | 46.29             |
| Poschiavo | Poschiavo       | 3534                | 191.01            |